# Элктон (тауншип, Миннесота)
Элктон (англ. Elkton) — тауншип в округе Клей, Миннесота, США. На 2000 год его население составило 283 человека.

## География
По данным Бюро переписи населения США площадь тауншипа составляет 93,7 км², из которых 93,5 км² занимает суша, а 0,2 км² — вода (0,17 %).

## Демография
По данным переписи населения 2000 года здесь находились 283 человека, 104 домохозяйства и 86 семей. Плотность населения —  3,0 чел./км². На территории тауншипа расположено 109 построек со средней плотностью 1,2 построек на один квадратный километр. Расовый состав населения: 98,94 % белых, 0,71 % — других рас США и 0,35 % приходится на две или более других рас. Испанцы или латиноамериканцы любой расы составляли 0,71 % от популяции тауншипа.
Из 104 домохозяйств в 37,5 % воспитывались дети до 18 лет, в 73,1 % проживали супружеские пары, в 5,8 % проживали незамужние женщины и в 17,3 % домохозяйств проживали несемейные люди. 15,4 % домохозяйств состояли из одного человека, при том 5,8 % из — одиноких пожилых людей старше 65 лет. Средний размер домохозяйства — 2,72, а семьи — 3,02 человека.
25,8 % населения — младше 18 лет, 7,8 % — в возрасте от 18 до 24 лет, 24,4 % — от 25 до 44, 32,5 % — от 45 до 64, и 9,5 % — старше 65 лет. Средний возраст — 41 год. На каждые 100 женщин приходилось 96,5 мужчин.  На каждые 100 женщин старше 18 приходилось 98,1 мужчин.
Средний годовой доход домохозяйства составлял 52 500 долларов, а средний годовой доход семьи —  53 472 доллара. Средний доход мужчин —  27 500  долларов, в то время как у женщин — 28 125. Доход на душу населения составил 24 312 долларов. За чертой бедности находились 5,9 % семей и 6,8 % всего населения тауншипа, из которых 10,4 % младше 18 и 15,4 % старше 65 лет.